# Notation européenne moderne en mathématiques
 (octobre 2014).
Si vous disposez d'ouvrages ou d'articles de référence ou si vous connaissez des sites web de qualité traitant du thème abordé ici, merci de compléter l'article en donnant les références utiles à sa vérifiabilité et en les liant à la section « Notes et références ».
Si les mathématiques existent depuis la nuit des temps, les opérateurs que nous connaissons aujourd’hui, eux, ne sont apparus qu’à partir du XVe siècle. Avant l'avènement de la notation européenne moderne en mathématiques, les opérations mathématiques étaient rédigées sous forme de phrases, ce qui rendait les équations particulièrement difficiles à lire.
En 1489, les signes + et – apparaissent pour la première fois dans un ouvrage de l’Allemand Johannes Widmann, de Leipzig, mais ils signifient alors un surplus ou un manque. Ce n’est qu’en 1514 que Gielis van der Hoecke utilise ces symboles pour représenter l’addition ou la soustraction. Le symbole = de l’égalité est inventé en 1557 par l’Anglais Robert Recorde. Les signes < et > ont été publiés en 1631, dix ans après la mort de leur inventeur, anglais lui aussi, Thomas Harriot. Le × de la multiplication, quant à lui, est l’œuvre du mathématicien anglais William Oughtred, qui a inventé plus de cent cinquante symboles au cours de sa vie. La notation des divisions avec le symbole d’une barre horizontale qui sépare le numérateur du dénominateur nous provient des Arabes ; Leibniz a tenté en vain de la remplacer par deux points.